# Mecynargoides kolymensis
Mecynargoides kolymensis là một loài nhện trong họ Linyphiidae.
Loài này thuộc chi Mecynargoides. Mecynargoides kolymensis được Kirill Yuryevich Eskov miêu tả năm 1988.